# Ternivka, Krîvîi Rih
Ternivka (în ucraineană Тернівка) este un sat în comuna Hruzke din raionul Krîvîi Rih, regiunea Dnipropetrovsk, Ucraina.

## Demografie
Componența lingvistică a localității Ternivka
     Ucraineană (95,97%)
     Rusă (3,36%)
     Alte limbi (0,67%)
Conform recensământului din 2001, majoritatea populației localității Ternivka era vorbitoare de ucraineană (95,97%), existând în minoritate și vorbitori de rusă (3,36%).